# Phyllobrostis jedmella
Phyllobrostis jedmella is een vlinder uit de familie sneeuwmotten (Lyonetiidae). De wetenschappelijke naam werd voor het eerst geldig gepubliceerd in 1907 door Pierre Chrétien.
De soort komt voor in Europa.